# Брейт, Грегори
Грегори Брейт (англ. Gregory Breit, Григорий Альфредович Брейт-Шнайдер, 14 июля 1899, Николаев — 11 сентября 1981, Салем, Орегон, США) — американский физик, член Национальной академии наук США (1939).
Ближайший помощник Пауля Эренфеста.

## Биография
Брейт родился в Николаеве (Российская империя, ныне Украина), в семье книгоиздателя (отец — Альфред Брейт-Шнайдер, мать — Александра Брейт-Шнайдер (Смирнова)). В 1911 году мать умерла, отец продал дело и в 1912 году уехал в Америку, оставив младших детей, Григория и его сестру Любу (у которых был также старший брат Лев) на попечении гувернантки. Григорий учился в Николаевской Александровской гимназии (1909—1915). Летом 1915 года отец вызвал детей в США, где Григорий (теперь Грегори) поступил в возрасте 16 лет в университет Джонса Хопкинса. В 1920 году Брейт окончил университет (специальность — инженер-электрик), в 1921 году защитил докторскую диссертацию (PhD, под научным руководством Джозефа Эймса) в возрасте 22 лет. Интересно, что в 1918 году он пытался записаться добровольцем в Белую гвардию, однако не прошёл по здоровью; сохранял антикоммунистические взгляды в течение всей жизни. В 1921—1922 годах работал на пост-докторской позиции у П. Эренфеста в Лейденском университете, затем на пост-докторской позиции в Гарвардском университете (1922-1923), Миннесотском университете (1923-1924) и Технологическом институте Карнеги (1924-1944). В 1927 году женился на Марджери Элизабет МакДилл и усыновил её ребёнка от первого брака, Ральфа; своих детей у Брейта не было. Впоследствии занимал профессорские должности в Нью-Йоркском (1929-1934), Висконсинском (1934-1947), Йельском университетах (1947-1968]]) и университете Баффало (1968-1974). Являлся одним из редакторов журнала «Physical Review» в 1927-1929, 1939-1941, 1954-1956 и 1961-1963. Избран в Национальную академию наук в 1939 году, в Американскую академию искусств и наук в 1951 году.
В апреле 1940 года предложил американским учёным соблюдать принцип самоцензуры, поскольку их работа может быть использована врагом в военных целях. Принимал участие вместе со Станиславом Уламом в американском атомном проекте на его раннем этапе, однако в 1942 году покинул его.

## Научная деятельность
Научные труды Брейта посвящены ядерной физике, теории рассеяния, квантовой механике и квантовой электродинамике, физике высоких энергий и вопросам теории ускорителей. В 1925 году совместно с М. Э. Тувом измерил высоту ионосферы при помощи методов радиолокации. В 1933 году предложил первую квантовую теорию эффекта Ханле. В 1934 году совместно с Джоном Уилером разработал теория процесса рождения электрон-позитронной пары при столкновении двух фотонов (так называемого процесса Брейта — Уилера). В 1936 обратил внимание на эквивалентность протон-протонных и протон-нейтронных взаимодействий, что привело к идее изотопической инвариантности ядерных сил (совместно с Э. Кондоном и Р. Презентом), выводу совместно с Ю. Вигнером дисперсионных соотношений для ядерных реакций (формула Брейта — Вигнера), созданию теории рассеяния протонов на протонах (совместно с Э. Кондоном).
Брейт является одним из основоположников практики ядерного магнитного резонанса, указав совместно с И. Раби, что по отклонению атомных пучков в магнитном поле можно определять магнитные моменты ядер. В 1947-1948 годах объяснил так называемый аномальный магнитный момент электрона.
Брейт является одним из пионеров ускорительной техники.

## Награды
- Медаль Франклина (1964)
- Национальная медаль науки США (1967)
- Премия Т. Боннера (1969)[3]

## Публикации
- Г. Брейт. Теория резонансных ядерных реакций. — М.: Изд-во иностр. лит-ры, 1961.